# Pella (departement)
Pella (Grieks: Πέλλα) was een departement (nomos) in de Griekse regio Centraal-Macedonië. De hoofdstad is Edessa en het departement had 145.723 inwoners (2001).

## Geografie
Het departement grenst aan de departementen Kilkis in het oosten, Thessaloniki in het zuidoosten, Imathia in het zuiden, Kozáni in het zuidwesten, Florina in het westen en het land Noord-Macedonië in het noorden.
Het landschap wordt bepaald door de rivier de Moglenitsa en haar zijrivieren, en het uitgebreide gebergte, zoals het Vorasgebergte in het noordwesten en noorden, het Paikogebergte in de oosten en het Vermiogebergte in het zuidwesten liggen. Het Vorosgebergte heeft pieken van meer dan tweeduizend meter hoogte en is dan ook een bekend skigebied. Verder is het gebied heuvelachtig, met in het noorden rond de stad Aridaia een door heuvels en bergen ingesloten landbouwgebied.

## Plaatsen[2]
Door de bestuurlijke herindeling (Programma Kallikrates) werden de departementen afgeschaft vanaf 2011. Het departement “Pella” werd een regionale eenheid (perifereiaki enotita). Er werden eveneens gemeentelijke herindelingen doorgevoerd, in de tabel hieronder “GEMEENTE” genoemd.
| Plaats                                        | Hoofdplaats (vroeger) | Postcode | GEMEENTE | Hoofdplaats van de gemeente |
| --------------------------------------------- | --------------------- | -------- | -------- | --------------------------- |
| Alexandros o Megas (Grieks: Μέγας Αλέξανδρος) | Galatades             | 583 00   | Pella    | Giannitsa                   |
| Aridaia (Grieks: Αριδαία)                     |                       | 584 00   | Almopia  | Aridaia                     |
| Edessa (Grieks: Έδεσσα)                       |                       | 582 00   | Edessa   | Edessa                      |
| Exaplatanos (Grieks: Εξαπλάτανος)             |                       | 580 04   | Almopia  | Aridaia                     |
| Giannitsa (Grieks: Γιαννιτσά)                 |                       | 581 00   | Pella    | Giannitsa                   |
| Krya Vrysi (Grieks: Κρύα Βρύση)               |                       | 583 00   | Pella    | Giannitsa                   |
| Kyrros (Grieks: Κύρρου)                       | Mylopotos             | 581 00   | Pella    | Giannitsa                   |
| Meniida (Grieks: Μενηίδα)                     | Kali                  | 585 00   | Skydra   | Skydra                      |
| Oud-Pella (Grieks: Πέλλα)                     |                       | 580 05   | Pella    | Giannitsa                   |
| Skydra (Grieks: Σκύδρα)                       |                       | 585 00   | Skydra   | Skydra                      |
| Vegoritida (Grieks: Βεγορίτιδα)               | Arnissa               | 580 02   | Edessa   | Edessa                      |